# Oratorio dei Tasso
L'oratorio dei Tasso a Bergamo è la piccola chiesa annessa alla villa dei Tasso o Celadina.
In origine, e fino all'Ottocento, era dedicato a san Francesco, anche se la leggenda dice che fu dedicato alla Madonna del Rosario dopo la vittoria di Lepanto (7 ottobre 1571) poiché due Tasso, Antonio e Ruggero, parteciparono alla battaglia. Peraltro in quegli anni la villa apparteneva agli eredi di G. Giacomo Tasso e questi due nominativi non avevano nulla a che fare con la villa in argomento. La pala sull'altare è una copia seicentesca con varianti della pala del Lotto in S. Bernardino.